# Thomas Knoll (Informatiker)
Thomas Knoll (geboren 14. April 1960 in Ann Arbor, Michigan) ist ein US-amerikanischer Softwareentwickler, der zusammen mit seinem Bruder John Knoll Ende der 1980er-Jahre das Bildbearbeitungsprogramm Photoshop erfunden und entwickelt hat.

## Leben
Thomas Knoll wuchs in Ann Arbor in Michigan auf und ist der Sohn von Glenn Knoll, einem US-amerikanischen Professor an der Universität von Michigan, von dem er – wie sein Bruder – das Interesse für Fotografie und Computer geerbt hat. Während er die High-School besuchte, entwickelte er Schwarzweiß- und Farbfilme in der väterlichen Dunkelkammer und zeigte Interesse an der Programmierung von Computerprogrammen. Thomas verfolgte diese Interessen nach der High School weiter und studierte Computer Vision. Im Herbst 1987 schrieb er an seiner Doktorarbeit über das Thema processing of digital images. In dieser Zeit entwickelte er ein Programm, um Graustufenbilder anzeigen lassen zu können. Den Quellcode für dieses Programm nannte er Display. Dies war der erste Schritt hin zum Programm Photoshop. Thomas und sein Bruder John Knoll erstellten zusammen ein Programm, dessen Lizenzen von Adobe Inc. offiziell im April 1989 gekauft wurden. Adobe brachte dann zwei Jahre später Photoshop S1.0 auf den Markt.
Thomas Knoll war bis zur Version CS4 leitender Entwickler von Photoshop. Von ihm stammt die „Adobe Color Engine“ (ACE), die von nahezu allen Produkten von Adobe für das Farbmanagement verwendet wird. Er hat das Plug-In „Adobe Camera Raw“ entwickelt, das das Verarbeiten von RAW-Dateien in Photoshop und Lightroom ermöglicht.